# Ray Evans
Raymond Bernard Evans (født 4. februar 1915, død 15. februar 2007) var en amerikansk sangskriver, der sammen med komponisten Jay Livingston blev kendt for iørefaldende sange til en række Hollywood-film. 
Blandt parrets sange kan nævnes:
- Buttons and Bows fra filmen Blegansigt (1948), der blev hædret med en Oscar for bedste sang.
- Mona Lisa, mere kendt i bl.a. indspilningen med Nat King Cole end filmen, der introducerede den, Captain Carey, U.S.A..
- Que Sera Sera, sunget af Doris Day i filmen Manden der vidste for meget.

Desuden skrev de temaet til flere tv-serier, herunder Bonanza samt sange til flere musicals. 
Evans samarbejdede også med andre komponister, som Henry Mancini og Max Steiner.